# Arecoideae
Arecoideae, najveća potporodica palmi (Arecaceae).

## Opis
Arecoideae je najveća potporodica palmovki, koja sadrži oko 1300 spp. unutar 107 rodova. Grupa uključuje veliku većinu arborescentnih palmi s duplo perastim lišćem, kao i mnoge palme niskog rasta (također reduplicirano peraste) koje su važne komponente prašumske podzemne vegetacije. Rasprostranjenost potporodice prvenstveno je koncentrirana u vlažnim tropima Novog svijeta i jugoistočne Azije do južnog Pacifika.

## Tribusi
1. Areceae Mart. ex Dumort.
2. Chamaedoreeae Drude
3. Cocoseae Mart. ex Dumort.
4. Euterpeae J. Dransf.
5. Geonomateae Luerss.
6. Iriarteeae Drude
7. Leopoldinieae J. Dransf.
8. Manicarieae J. Dransf.
9. Oranieae Becc. in Becc. & Pic.
10. Pelagodoxeae J. Dransf.
11. Podococceae J. Dransf. & N.W.Uhl
12. Reinhardtieae J. Dransf.
13. Roystoneae J.Dransf.
14. Sclerospermeae J. Dransf.

## Rodovi
1. Acanthophoenix H. Wendl.
2. Acrocomia Mart.
3. Actinokentia Dammer
4. Actinorhytis H. Wendl. & Drude
5. Adonidia Becc.
6. Aiphanes Willd.
7. Allagoptera Nees
8. Archontophoenix H. Wendl. & Drude
9. Areca L.
10. Asterogyne H. Wendl.
11. Astrocaryum G. Mey.
12. Attalea Kunth
13. Bactris Jacq.
14. Balaka Becc.
15. Barcella (Trail) Trail ex Drude
16. Basselinia Vieill.
17. Beccariophoenix Jum. & H. Perrier
18. Bentinckia Berry ex Roxb.
19. Brassiophoenix Burret
20. Burretiokentia Pic. Serm.
21. Butia (Becc.) Becc.
22. Calyptrocalyx Blume
23. Calyptrogyne H. Wendl.
24. Calyptronoma Griseb.
25. Carpentaria Becc.
26. Chamaedorea Willd.
27. Chambeyronia Vieill.
28. Clinosperma Becc.
29. Clinostigma H. Wendl.
30. Cocos L.
31. Cyphokentia Brongn.
32. Cyphophoenix H. Wendl. ex Hook.f.
33. Cyphosperma H. Wendl. ex Hook.f.
34. Cyrtostachys Blume
35. Deckenia H. Wendl. ex Seem.
36. Desmoncus Mart.
37. Dictyocaryum H. Wendl.
38. Dictyosperma H. Wendl. & Drude
39. Dransfieldia W.J.Baker & Zona
40. Drymophloeus Zipp.
41. Dypsis Noronha ex Mart.
42. Elaeis Jacq.
43. Euterpe Mart.
44. Gaussia H. Wendl.
45. Geonoma Willd.
46. Hedyscepe H. Wendl. & Drude
47. Heterospathe Scheff.
48. Howea Becc.
49. Hydriastele H. Wendl. & Drude
50. Hyophorbe Gaertn.
51. Hyospathe Mart.
52. Iguanura Blume
53. Iriartea Ruiz & Pav.
54. Iriartella H. Wendl.
55. Jubaea Kunth
56. Jubaeopsis Becc.
57. Kentiopsis Brongn.
58. Laccospadix Drude & H. Wendl.
59. Lemurophoenix J. Dransf.
60. Leopoldinia Mart.
61. Lepidorrhachis (H. Wendl. & Drude) O.F. Cook
62. Linospadix H. Wendl.
63. Loxococcus H. Wendl. & Drude
64. Manicaria Gaertn.
65. Marojejya Humbert
66. Masoala Jum.
67. Nenga H. Wendl. & Drude
68. Neonicholsonia Dammer
69. Neoveitchia Becc.
70. Nephrosperma Balf.f.
71. Normanbya F. Muell. ex Becc.
72. Oenocarpus Mart.
73. Oncosperma Blume
74. Orania Zipp.
75. Parajubaea Burret
76. Paschalococos J. Dransf. †
77. Pelagodoxa Becc.
78. Phoenicophorium H. Wendl.
79. Pholidostachys H. Wendl. ex Hook.f.
80. Physokentia Becc.
81. Pinanga Blume
82. Podococcus G. Mann & H. Wendl.
83. Ponapea Becc.
84. Prestoea Hook.f.
85. Ptychococcus Becc.
86. Ptychosperma Labill.
87. Reinhardtia Liebm.
88. Rhopaloblaste Scheff.
89. Rhopalostylis H. Wendl. & Drude
90. Roscheria H. Wendl. ex Balf.f.
91. Roystonea O.F. Cook
92. Satakentia H.E. Moore
93. Sclerosperma G. Mann & H. Wendl.
94. Socratea H. Karst.
95. Sommieria Becc.
96. Syagrus Mart.
97. Synechanthus H. Wendl.
98. Tectiphiala H.E. Moore
99. Veitchia H. Wendl.
100. Verschaffeltia H. Wendl.
101. Voanioala J. Dransf.
102. Welfia H. Wendl.
103. Wendlandiella Dammer
104. Wettinia Poepp.
105. Wodyetia Irvine